# Gerardo Deniz
Gerardo Deniz, seudónimo literario de Juan Almela Castell (Madrid, 14 de agosto de 1934-Ciudad de México, 20 de diciembre de 2014), fue un poeta y escritor mexicano de origen español. Se distinguió por su capacidad para describir y analizar un rango amplio de situaciones de la vida cotidiana.

## Biografía
Su padre era Juan Almela Meliá, hijo adoptivo de Pablo Iglesias. Nacido el 14 de agosto de 1934 en el distrito de Chamberí, en Madrid, tras el advenimiento del régimen franquista su familia emigró a México, a cuya capital llegó en 1942. Allí adoptó la nacionalidad mexicana y cursó estudios superiores de química, mientras adquirió una amplia erudición humanística que le permitió trabajar de traductor obras escritas en ruso y sánscrito. «Traductor para el Fondo de Cultura Económica y para la editorial Siglo XXI, casas para las cuales también fue un experto corrector de pruebas, sus ideas sobre el oficio, pocas veces expresadas por escrito, surgen en entrevistas y juicios, y sobre todo en su propio trabajo: la traducción es una labor profesional que hay que desarrollar con la máxima calidad posible, y que no depende de las musas ni de los estros [astros]. [...] Almela fue un traductor prolijo tanto en el campo científico como en el de la antropología o las ciencias del lenguaje. Algunas de sus numerosas traducciones marcaron la vida académica de varias generaciones de estudiantes».
Su sólida erudición fue la base de su producción poética, que se en columna en la corriente contemporánea que incluye a Gabriel Zaid y Eduardo Lizalde, en una línea de poesía de tono coloquial.
Comenzó a publicar su obra a la edad de treinta y cinco años. Publicó el poemario Adrede (Joaquín Mortiz, 1970), al que le siguió Gatuperio (Fondo de Cultura Económica, 1978). Aunque la crítica lo recibe con términos elogiosos, hasta 1986 no publicó la obra Enroque. Luego su producción es mucho más fecunda y publica  Picos pardos (1987), Mansalva (1987), Grosso modo (1988), Mundos nuevos (1991), Amor y oxidente (1991), Alebrijes (1992), Fosa escéptica (Madrid, Ave del Paraíso, 2002) y Erdera (Poesía completa) México, Fondo de Cultura Económica, 2005. También el FCE publicó en 2016 Sobre las íes (Antología personal), así como De marras (prosa reunida), en 2016.